# Frie Leysen

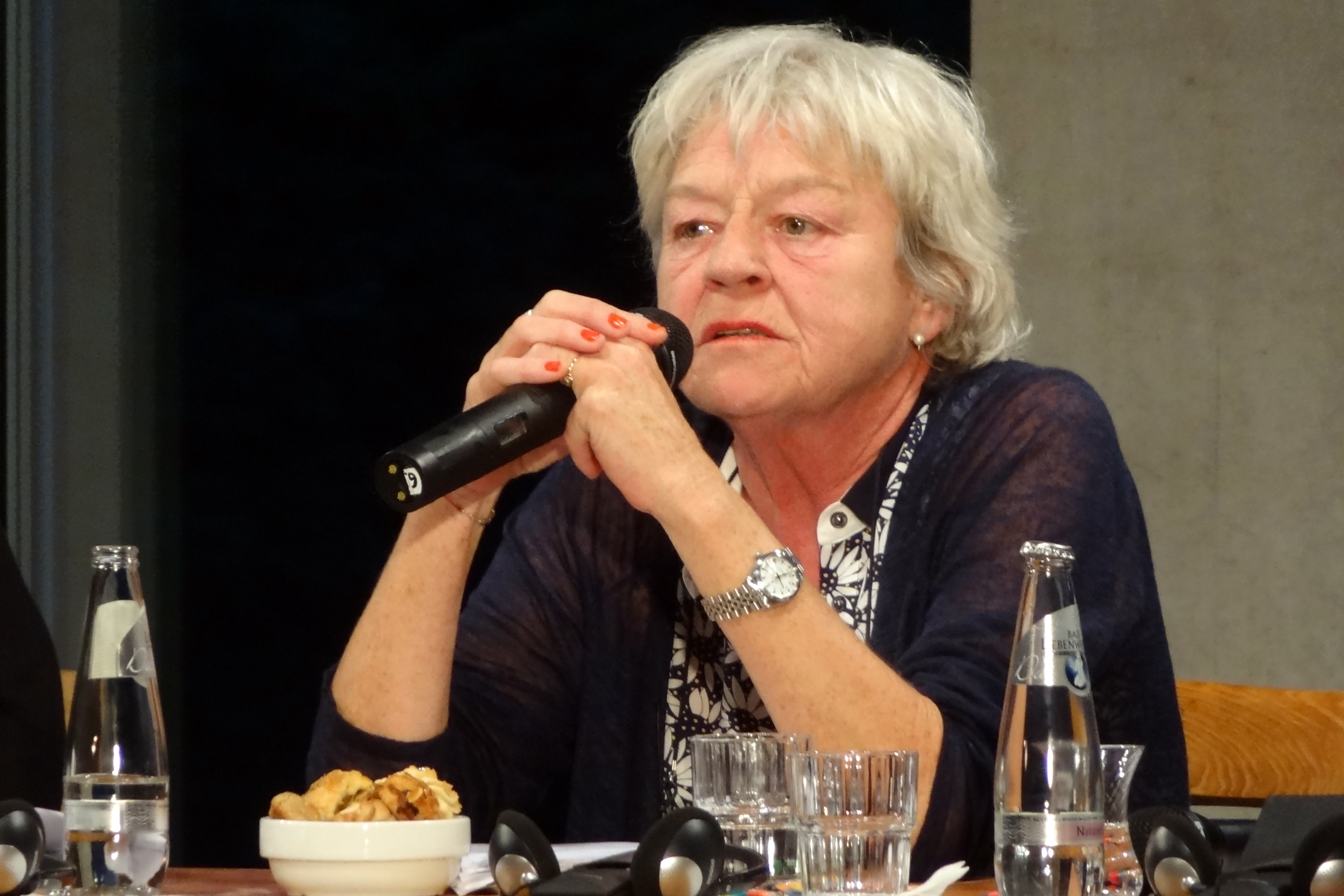
Frie Leysen (2012)

Frie Leysen (geboren 19. Februar 1950 in Hasselt; gestorben 22. September 2020 in Brüssel) war eine belgische Kuratorin und Direktorin von Theaterfestivals. Sie begründete das Kulturzentrum deSingel in Antwerpen und das internationale Brüsseler KunstenFESTIVALdesArts, kuratierte 2010 das Festival Theater der Welt und 2014 das Schauspielprogramm der Wiener Festwochen.

## Leben und Werk
Ihr Vater Bert Leysen war Gründungsdirektor der damaligen öffentlichen flämischen Rundfunkanstalt VRT, ihr Zwillingsbruder Johan Leysen wurde Bühnen- und Filmschauspieler. Über ihre Ausbildung bemerkte Leysen im Jahr 2010: „Ich habe Kunstgeschichte mit Schwerpunkt Mittelalter studiert. Das qualifiziert nicht gerade für eine Karriere in der zeitgenössischen Performancekunst.“

### Kulturzentrum deSingel
Von 1980 bis 1991 leitete sie das Kunst- und Kulturzentrum deSingel in Antwerpen und etablierte es als Vier-Sparten-Haus für Architektur, Tanz, Musik und Schauspiel mit drei Bühnen und dem Schwerpunkt auf zeitgenössischen Produktionen. Das Projekt wurde von Leysen maßgeblich aufgebaut und fand schnell über die belgischen Landesgrenzen hinaus Anerkennung.

### Kunsten Festival des Arts
Der Begriff KunstenFESTIVALdesArts vereint die flämische und die französische Bezeichnung eines Kunstfestivals und beinhaltet bereits den Anspruch der Festivalgründerin Leysen, ein Festival für beide Sprachgruppen ihres Landes zu konzipieren. Leysen über die Ausgangslage im Jahr 1994, dem ersten Festival: „Wir waren besser informiert darüber, was in Paris vor sich ging, als über das, was hier ums Eck in der anderen Sprachgruppe geschah.“ Zugleich bedauerte Leysen den ungenügenden Kulturaustausch mit internationalen Theatermachern in Belgien, insbesondere mit nichteuropäischen Kulturen. Beunruhigt durch die nationalistisch bedingten Kriege in Ex-Jugoslawien und die separatistischen Tendenzen in ihrem eigenen Heimatland, kam sie zum Schluss, dass das neue Festival sowohl auf der lokalen Ebene den Kulturschaffenden neue Produktionsmöglichkeiten für beide Sprachgruppen eröffnen, als auch auf der internationalen Ebene die Begegnung mit außereuropäischen Kulturen fördern sollte. „Als ich begann, war ich wirklich schockiert, wie wenig ich wußte. Ich halte mich für offen, interessiert und professionell – aber als ich mich selbst fragte, was ich zum Beispiel über China weiß, musste ich mir eingestehen, dass das nicht über die gängigen Klischees hinausreichte: Peking-Oper, Akrobaten usw. […] Also entschied ich, in die Welt hinauszugehen und mir Multidisziplinäres und radikal Zeitgenössisches anzusehen.“

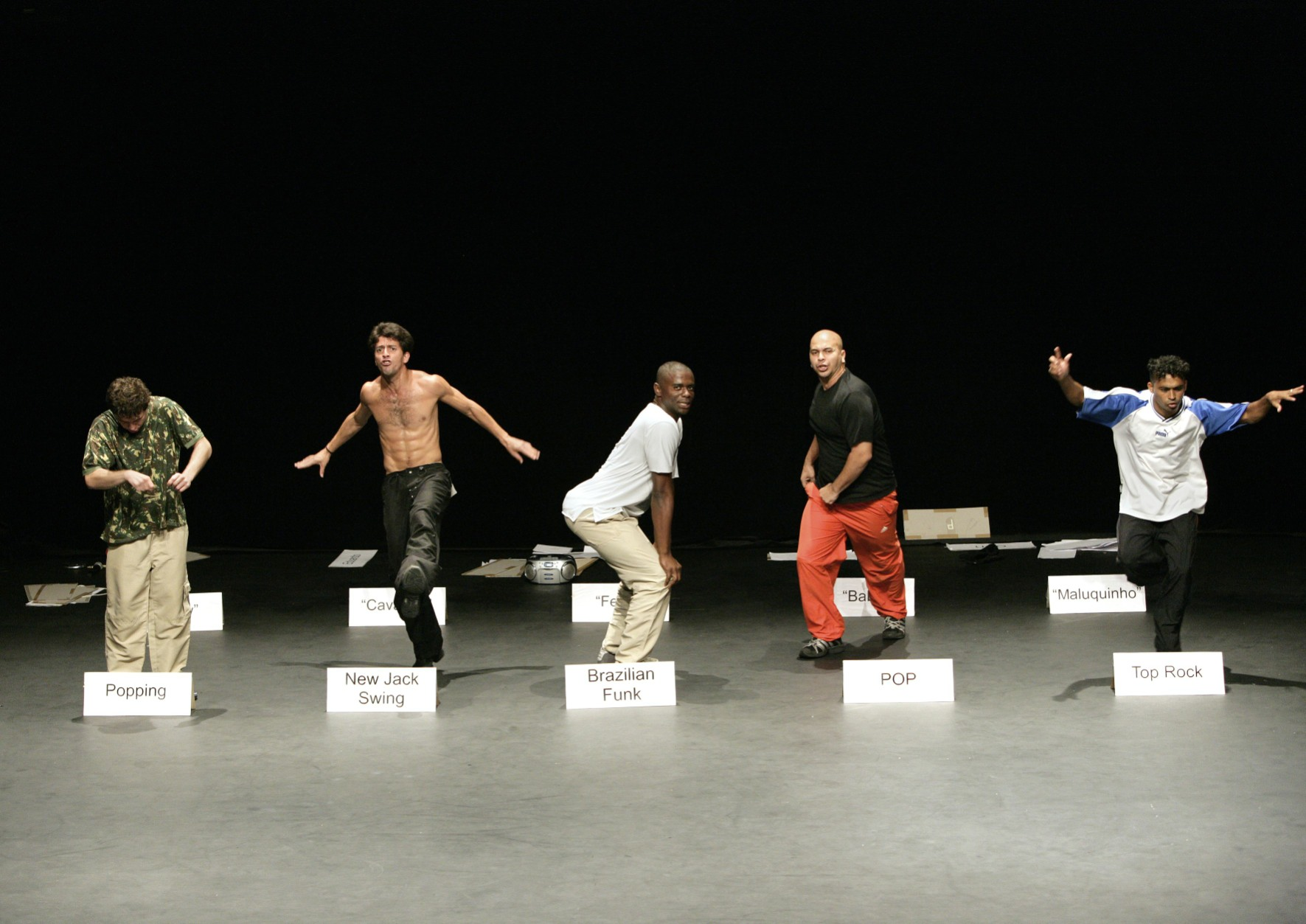
Inszenierung von Bruno Beltrão

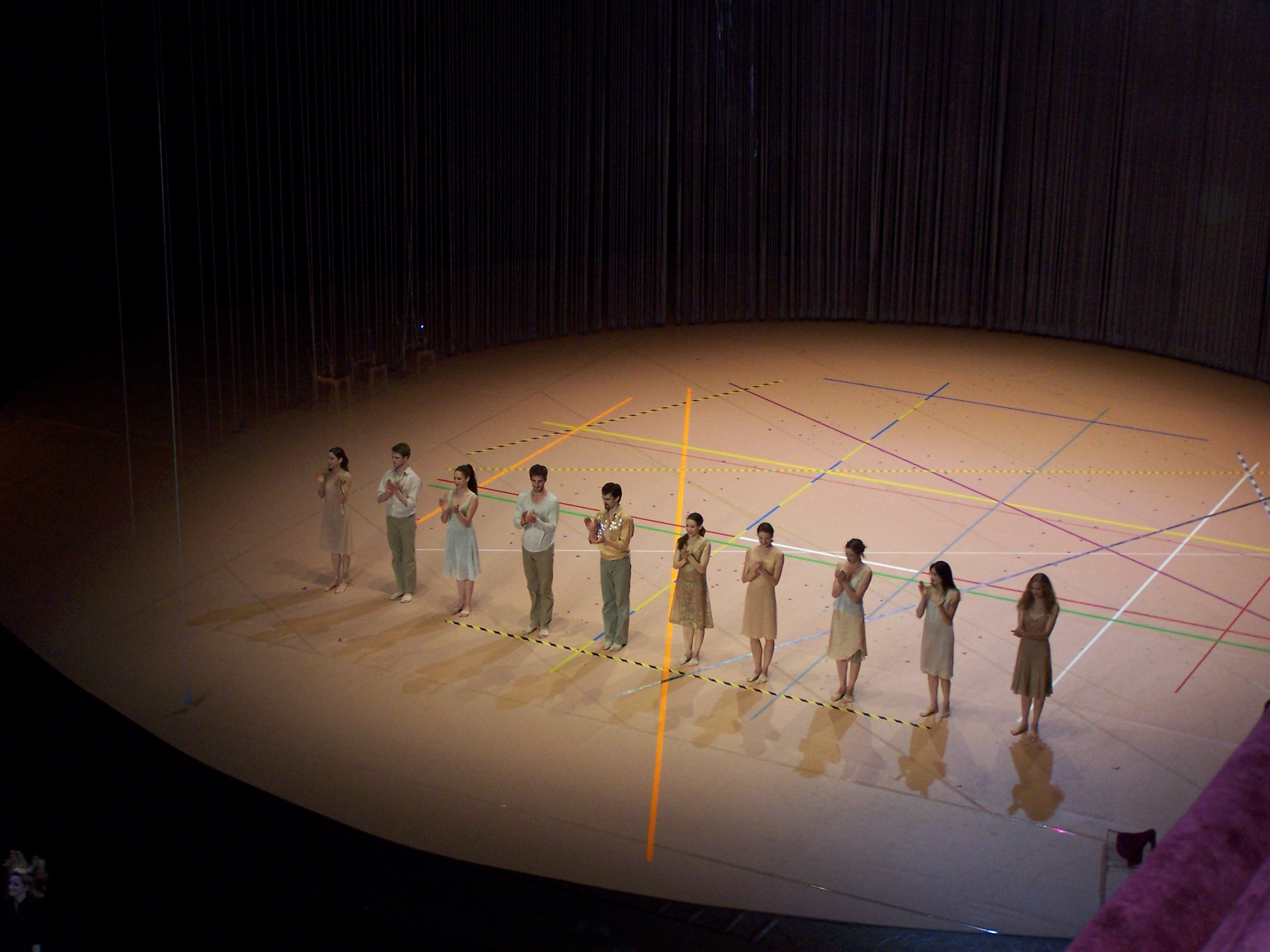
Tanztheater von Anne Teresa De Keersmaeker

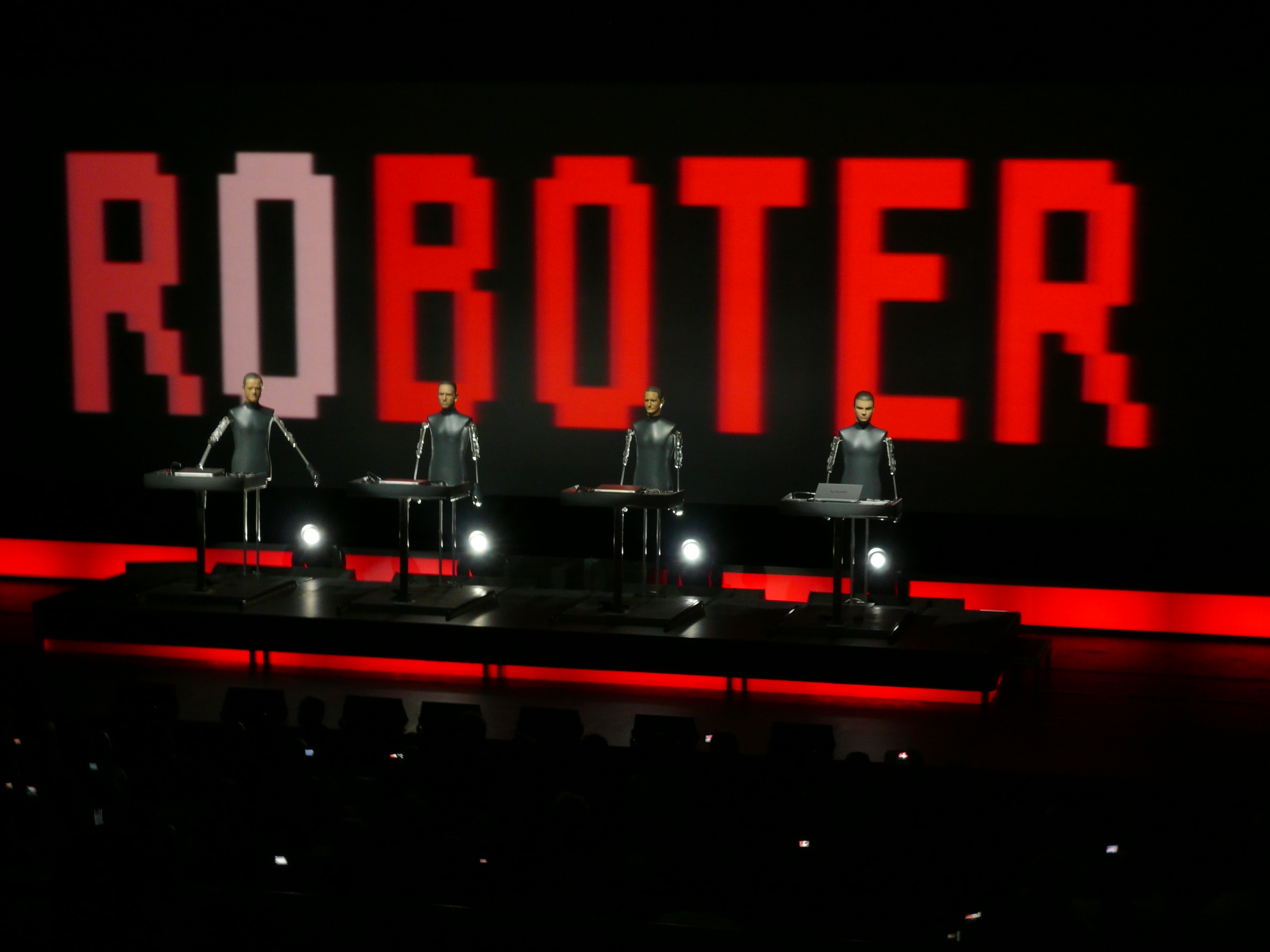
Die deutsche Band Kraftwerk

### Weitere Engagements
Leysen übernahm in der Folge die Programmierung der Meeting Points 5, eines panarabischen Festivals in neun Städten Marokkos, Ägyptens, Palästinas, des Libanons und Syriens, mit dem ausdrücklichen Auftrag, das Festival auch für Gruppen und Künstler außerhalb des arabischen Raumes zu öffnen. Leysen lud u. a. den Japaner Hiroaki Umeda, die Belgierin Anne Teresa De Keersmaeker und den Brasilianer Bruno Beltrão ein. Das Festival fand erstmals auch in zwei europäischen Städten statt, 2007 in Berlin und 2008 in Brüssel.
Das alle drei Jahre stattfindende Festival Theater der Welt wurde auf das Jahr 2010 vorverlegt, da das Ruhrgebiet in diesem Jahr zu einer der Kulturhauptstädte Europas ernannt worden war. Leysen präsentierte ein konsequent postkoloniales und imperialismuskritisches Programm, in dessen Mittelpunkt die Oper Montezuma nach einem Libretto vom Friedrich dem Großen und der Vertonung von Carl Heinrich Graun stand. Es inszenierte der mexikanische Regisseur Claudio Valdés Kuri. Weitere wichtige Programmpunkte stammten von der Argentinierin Beatriz Catani, dem US-Amerikaner John Cale, dem Italiener Romeo Castellucci, dem Südafrikaner William Kentridge und dem Ungarn Kornél Mundruczó. Als „Überwältigung“, ja als „Elektroschock“ hat Leysen ihr Programm in Essen und Mülheim an der Ruhr bezeichnet, „und Kritiker haben ihr bescheinigt, dass das keine effekthascherische PR-Sprache war.“
Beim von Leysen ausgerichteten Festival Foreign Affairs 2012 in Berlin errichtete der Japaner Kyohei Sakaguchi ein Haus aus Sperrmüll, der Pianist Marino Formenti spielte darin drei Wochen lang, täglich von elf bis elf. Weitere zentrale Figuren dieses Festivals waren Federico León, Anne Teresa De Keersmaeker und Boris Charmatz.

„Ich plädiere für Toleranz und Vielfalt. Wenn wir im Theater so dogmatisch werden, dass es nur eine Form geben darf, die das wahre Theater ist, dann haben wir echt ein Problem.“

Bereits im März 2014 – zwei Monate vor Beginn ihrer ersten Wiener Festwochen – wurde bekannt, dass die ursprünglich für drei Jahre anberaumte Schauspieldirektion Leysens in Wien bereits nach der ersten Spielzeit enden werde. Man habe sich „im besten beiderseitigen Einvernehmen darauf geeinigt“, Gründe für die Trennung wurden nicht genannt. Ihr Programm erfreute sich dann hohen Zuspruchs des Publikums und der Kritik, insbesondere die südafrikanische Macbeth-Version von Brett Bailey mit dem No Borders Orchestra, die Kraftwerk-3D-Konzertreihe im Burgtheater und die Tschechow-Revue Tararabumbia des russischen Regisseurs Dmitry Krymov im MuseumsQuartier. Sie habe eine andere Vorstellung von einem Festival, und Kunst ist keine Diplomatie, da sollte man keine Kompromisse machen, erklärte sie nach Abschluss der Festwochen 2014, sie sei sich mit Intendant Markus Hinterhäuser künstlerisch, politisch und gesellschaftlich, lokal, national und weltweit nicht einig geworden.

## Stil, Schwerpunkte
Leysen setzt sich für Internationalität und Interdisziplinarität ein und legt den Fokus auf Künstler jenseits der westlichen Kultur: „Allzu lange haben wir Europäer nach dem Muster gelebt, dass wir Kulturen, die wir nicht verstehen, schlicht ignorieren.“ Auch Postkolonialismus, Kontemporärität, Heterogenität und Dekonstruktion sind wichtige Stichworte ihrer Auswahl von Künstlern und Truppen.

„Ein Festival muss darüber nachdenken, wie es sich zum kulturellen Angebot einer Stadt, zu den gesellschaftspolitischen Problemen eines Landes verhält. Es kann das Vorhandene ergänzen oder sich komplementär dazu verhalten, auf Lücken hinweisen und versuchen, diese punktuell zu schließen.“

Bekannt wurde Leysen auch für ihre Hausbesuche, inspiriert von den Tupperware-Partys: „Sie laden Ihre Freunde ein, bieten ein Glas Wein an, dann komme ich vorbei und erzähle über das Festival und die Hintergründe.“ Diese bot sie sowohl in Belgien als auch in Berlin und Wien dem potentiellen Publikum an.

## Anerkennung und Kritik
Dramaturg Matthias Lilienthal 2010 über Leysen: „Sie fängt dort an zu arbeiten, wo andere aufhören. Sie guckt nicht nur Theater, sie trifft die Regisseure. Das Gespräch, der persönliche Eindruck zählt.“ Theatermacher Tim Etchells: „Sie hat einen sehr persönlichen Geschmack und eine Vision, was Theater und Performance sein können. Und sie vertraut dieser Vision, das ist heute sehr rar.“
Der lettische Theatermacher Alvis Hermanis kritisierte Leysen unmittelbar nach ihrer Berufung an die Wiener Festwochen: „Diese Obsession für Multikulti-Theater aus exotischen Ländern mit postimmigrantischem Pathos erinnert mich an die Sowjet-Ära in kommunistischen Ländern, wo Politiker nur proletarische Ideologie unterstützten, der Kunst und Professionalität geopfert wurden.“ Die Welt schrieb im August 2012 im Vorfeld des Berliner Festivals Foreign Affairs von einer „Folterkammer der Theaterinquisition“ und der „Aufwallung postkolonialistischen Hochmuts“.

## Intendanzen
- 1994–2006 Kunstenfestival, Belgien
- 2007 Meeting Points 5, in neun Städten des arabischen Raums, sowie in Berlin und Brüssel
- 2010 Theater der Welt, Essen und Mülheim/Ruhr
- 2012 Foreign Affairs, Berlin
- 2014 Schauspieldirektorin bei den Wiener Festwochen

## Auszeichnungen
- 1998 Erhebung in den Adelsstand[2]
- 2003 Flämischer Kulturpreis
- 2007 Ehrendoktorat der Vrije Universiteit Brussel
- 2014 Erasmuspreis als „unerschrockene Vorfechterin für Bühnenkünste und für die Erneuerung im internationalen Theater“[2]
- 2019 Lifetime Achievement Award der European Festivals Association „für den jahrelangen Einsatz für Künstler über die Landesgrenzen hinaus“

## Nachweise
1. ↑  Wiener Zeitung: Festwochen: Frie Leysen verstorben. 23. September 2020, abgerufen am 24. September 2020: „Am Dienstag, 22. September, ist Frie Leysen im Alter von 70 Jahren gestorben.“
2. 1 2 3  Kulturfestival-Gründerin und Kuratorin Frie Leysen im Alter von 70 Jahren verstorben, vrt.be 22. September 2020, abgerufen am 23. September 2020.
3. ↑  Nachruf : Belgische Festivalgründerin und Kuratorin Frie Leysen gestorben, Berliner Zeitung vom 22. September 2020, abgerufen am 23. September 2020.
4. 1 2 3  Esther Boldt: Sie glaubt wirklich an die Kunst, taz, 7. Januar 2010.
5. ↑  Munzingers Archiv, Stichwort Frie Leysen, abgerufen am 11. Juni 2014
6. 1 2  Daniel Mufson: Searching for the Next Generation: Frie Leysen & the KunstenFESTIVAL, Interview mit Frie Leysen (en), abgerufen am 31. Mai 2014.
7. ↑  Claus Spahn: Edel, preußisch, wild, Die Zeit, 12. Juli 2010
8. ↑  Die Presse: Wiener Festwochen: Frie Leysen wird neue Direktorin, 16. August 2012
9. 1 2 3  Patrick Wildermann: „Wir brauchen frisches Blut“, Interview mit Theater-Festivalmacherin Frie Leysen, Der Tagesspiegel, 26. September 2012
10. ↑  Wolfgang Kralicek: Frie ist so frei, in: Süddeutsche Zeitung, 18. Juni 2014, S. 11
11. 1 2  Petra Paterno: "Ich liebe Missverständnisse", Interview mit Frie Leysen, 1. Mai 2014
12. ↑  Der Standard: Hermanis kritisiert Leysen-Bestellung, 19. August 2012
13. ↑  Matthias Heine: In den Theaterfolterkammern der Frie Leysen, Die Welt, 28. August 2012

| Personendaten    | Personendaten                                           |
| ---------------- | ------------------------------------------------------- |
| NAME             | Leysen, Frie                                            |
| KURZBESCHREIBUNG | belgische Kuratorin und Direktorin von Theaterfestivals |
| GEBURTSDATUM     | 19. Februar 1950                                        |
| GEBURTSORT       | Hasselt (Belgien)                                       |
| STERBEDATUM      | 22. September 2020                                      |
| STERBEORT        | Brüssel                                                 |